# Патцель, Честмир
Честмир (Эренфрид) Патцель (чеш. Čestmír Patzel, нем. Ehrenfried Patzel; 2 декабря 1914, Кабриц, Австро-Венгрия — 8 марта 2004, Бюдинген, Германия) — чехословацкий футболист, этнический немец.

## Карьера
Воспитанник клуба «ДФК Кабриц». Играл за «Теплице» с 1932 по 1939 годы. После оккупации Чехии Третьим Рейхом принял германское гражданство, в дальнейшем выступал за «Карл Цейсс» с 1939 по 1942 и за «Киккерс» из Оффенбаха с 1942 по 1948 и на этом завершил карьеру. Становился победителем гаулиги Митте (1940, 1941), гаулиги Гессен-Нассау (1943, 1944).
На чемпионате мира 1934 года был в заявке сборной Чехословакии, стал вице-чемпионом, но на турнире ни разу не вышел на поле. Дебютировал в сборной 2 сентября 1934 года в матче против Югославии. Всего в 1934—1935 годах принял участие в 4 матчах.
В послевоенной Германии был футбольным арбитром.